# Dorothea Garlin
Dorothea Garlin (* 20. Jahrhundert) ist eine ehemalige deutsche Schauspielerin, Hörspiel- und Synchronsprecherin.

## Wirken
Über Dorothea Garlins Herkunft und Ausbildung ist nichts bekannt. Da ihr späterer Wirkungsort Leipzig war, ist es möglich, dass sie an der Theaterhochschule Leipzig Schauspiel studierte. Garlin wirkte mindestens von 1962 bis 1979 als Schauspielerin an den Städtischen Theatern Leipzig (u. a. Schauspielhaus, Kammerspiele und Theater der Jungen Welt). Zahlreiche Inszenierungen, an denen sie zu dieser Zeit beteiligt war, wurden durch den Deutschen Fernsehfunk (DFF) als Fernsehspiele aufgezeichnet. Sie trat zu DDR-Zeiten als Schauspielerin in mehreren DEFA-Filmen vor der Kamera in Erscheinung und wirkte von 1966 bis 1991 als Sprecherin in zahlreichen Hörspielen.
Wie viele ehemalige Schauspielerinnen des DDR-Fernsehens erhielt sie nach 1991 nur noch wenige Rollen. Unter anderem spielte sie 1998 bis 2002 in mehreren Folgen der Fernsehserie In aller Freundschaft. Sie war auch als Synchronsprecherin aktiv.

## Theater und Fernsehspiele (Auswahl)
- 1962: Das Männchen in der Erbsenhülse (Theater der Jungen Welt Leipzig / DFF), Regie: Wolf Sabo, Musik: Siegfried Tiefensee
- 1963: Der Teufel von Boston (Kammerspiele, Städtische Theater Leipzig) von Lion Feuchtwanger, Rolle: Hanna, Regie: Hans-Michael Richter
- 1965: Die Abenteuer der Pèrichole (DFF), Rolle: Straßensängerin Périchole, Musik: Jacques Offenbach, Libretto: Henry Meilhac und Ludovic Halévy, Regie: Toni Stubhan
- 1966: Frühstück mit Julia von Burton Graham, Rolle: Julia, Fernsehbearbeitung und Inszenierung: Hans-Joachim Preil[4]
- 1966: Troilus und Cressida (Schauspielhaus Leipzig) von William Shakespeare, Musik: Rainer Kunad, Regie: Hannes Fischer, Ausstattung: Heinrich Kilger, Musikalische Leitung: Siegfried Tiefensee
- 1967: Der Parasit (Studio Halle) von Friedrich Schiller nach Louis-Benoît Picard, Rolle: Charlotte, Regie: Walter Niklaus, Szenenbild: Walter Opitz[5]
- 1968: Peer Gynt (Städtisches Theater Leipzig / DFF) von Henrik Ibsen, Übersetzung: Christian Morgenstern, Regie: Karl Kayser, Bühnenbild: Heinrich Kilger[6]
- 1968: V wie Vietnam (Städtische Theater Leipzig) von Armand Gatti, Rolle: Dao Thi Ly, Regie: Gotthard Müller, Bühnenbild: Boris Kubik
- 1969: Zwei blaue Augen von Joachim Goll, Rolle: Frau Schräglein, Regie: Eberhard Schäfer, Szenenbild: Klaus Poppitz[7]
- 1979: Das Konzert zu Sankt Ovid (Städtischen Theater Leipzig / DFF) von Antonio Buero Vallejo, Regie: Karl Kayser, Bühnenbild: Axel Pfefferkorn[8]
- 1979: Der Prozess (Schauspielhaus Leipzig) von Peter Weiss nach Franz Kafka, Regie: Hans-Michael Richter, Bühnenbild: Joachim Glogowski, Musik: Siegfried Tiefensee

## Filmografie (Auswahl)
- 1967: Ein sonderbares Mädchen (DFF), Rolle: Jutta, Regie: Achim Hübner, Drehbuch: Hartwig Strobel und Achim Hübner[9]
- 1967/1968: Schüsse unterm Galgen (DEFA), Regie und Drehbuch: Horst Seemann
- 1970: Dr. med. Sommer II (DEFA), Rolle: Frau Franke, Regie: Lothar Warneke, Drehbuch: Hannes Hüttner und Lothar Warneke
- 1970/1971: Dornröschen (DEFA), Rolle: 1. Fee, Regie: Walter Beck, Drehbuch: Margot Beichler, Gudrun Deubener und Walter Beck

- 1972: Der Staatsanwalt hat das Wort: Alleingang (Fernsehen der DDR), Regie: Norbert Büchner, Drehbuch: Jutta Bartus
- 1977: Polizeiruf 110: Alibi für eine Nacht (Fernsehen der DDR), Regie und Drehbuch: Hans Joachim Hildebrandt
- 1978: Ich zwing dich zu leben (DEFA), Rolle: Flüchtlingsfrau, Regie und Drehbuch: Ralf Kirsten
- 1998–2002: In aller Freundschaft (5 Folgen, Saxonia Media Filmproduktion / ARD)
- 1999: Tatort: Todesangst (MDR), Regie: Miko Zeuschner, Drehbuch: Peter Probst
- 2001: Die Braut meines Freundes, Regie: Gabi Kubach, Drehbuch: Christiane Sadlo

## Hörspiele (Auswahl)
Die ARD-Hörspieldatenbank enthält für den Zeitraum von 1966 bis 1991 insgesamt 83 Datensätze, bei denen Dorothea Garlin 72 mal als Sprecherin und 11 mal als Regieassistentin geführt wird.
- 1966: Richard Groß: Der Mann aus dem anderen Jahrtausend (4 Teile) – Regie: Walter Niklaus (Original-Hörspiel, Kinderhörspiel, Science-Fiction-Hörspiel – Rundfunk der DDR)
- 1967: Paul Everac: Die unsichtbare Stafette (Elena, Leiterin des Labors) – Regie: Fritz Göhler (Originalhörspiel – Rundfunk der DDR)
- 1968: David Medwedenko: Dr. Krassow und seine Freunde (Wladimir Gliks Frau) – Regie: Peter Groeger (Originalhörspiel – Rundfunk der DDR)
- 1969: Jean de La Fontaine: Der Streit um den Bienenstock (2. Biene) – Regie: Klaus Zippel (Hörspielbearbeitung, Kinderhörspiel, Rätselsendung – Rundfunk der DDR)
- 1970: Aischylos: Prometheus (Okeaniden) – Übersetzung: Heiner Müller, Regie: Walter Niklaus (Hörspielbearbeitung – Rundfunk der DDR)
- 1971: Hans Siebe: Momentaufnahme – Hörspielautoren beobachten Zeitgenossen: Das Rasthaus (junge Frau) – Regie: Klaus Zippel (Originalhörspiel, Kurzhörspiel – Rundfunk der DDR)
- 1973: Wilhelm Raabe: Die Gänse von Bützow (Regina, Mademoiselles Magd) – Regie: Walter Niklaus (Hörspielbearbeitung – Rundfunk der DDR)
- 1975: Hans Siebe: Kleine, teure Dinge (Angestellte) – Regie: Walter Niklaus (Originalhörspiel, Kriminalhörspiel – Rundfunk der DDR)
- 1977: Günter Görlich: Der blaue Helm (Mutter) – Regie: Manfred Täubert (Hörspielbearbeitung, Kinderhörspiel – Rundfunk der DDR)
- 1979: Otto Julius Bierbaum: Zäpfel Kerns Abenteuer (5 Teile) – Regie: Annegret Berger (Hörspielbearbeitung, Kinderhörspiel – Rundfunk der DDR)
- 1981: Achim Scholz, Peter Graetz: Tatbestand. Eine Sendereihe in Zusammenarbeit mit dem Generalstaatsanwalt der DDR: Folge 24: Der Faschingsprinz (Funktion: Regieassistenz) – Regie: Achim Scholz (Originalhörspiel, Kriminalhörspiel – Rundfunk der DDR)
- 1983: Osmo Lampinen: Das blaurote Land (4 Teile) (Regieassistentin) – Regie: Günter Bormann (Originalhörspiel, Kinderhörspiel – Rundfunk der DDR)
- 1986: Joachim Brehmer: Paganini (Funktion: Regieassistenz) – Regie: Achim Scholz (Originalhörspiel – Rundfunk der DDR)
- 1987: Rolf Wohlgemuth: Der Wald war sein Schicksal (Funktion: Regieassistenz) – Regie: Walter Niklaus (Originalhörspiel, Kriminalhörspiel – Rundfunk der DDR)
- 1989: Hans-Werner Honert: Ich bin der Weihnachtsmann (Funktion: Regieassistenz) – Regie: Walter Niklaus (Originalhörspiel – Rundfunk der DDR)
- 1991: Antoine de Saint-Exupéry: Der kleine Prinz (Funktion: Regieassistenz) – Regie: Horst Liepach (Hörspielbearbeitung, Kinderhörspiel – Einrichtung nach Art. 36 Einigungsvertrag (Sachsen Radio))
- 1991: Anonymus: Die Fasanenprinzessin (Windrichtung/Vogel) – Regie: Walter Niklaus (Hörspielbearbeitung – Einrichtung nach Art. 36 Einigungsvertrag)

Quelle: ARD-Hörspieldatenbank